# 大字馬場山
大字馬場山（おおあざばばやま）は福岡県北九州市八幡西区の大字。住居表示未実施。郵便番号は807-1136。

## 地理
八幡西区の南部に位置し、北から東に大字畑、南に大字金剛、西に馬場山東と接する。

### 湖沼
- 青池

## 地域の特徴
かつて遠賀郡馬場山村と呼ばれていた地域のうち住居表示されずに残った部分である。金剛山西麓の丘陵部であり、ほぼ全域が山林。

## 歴史
天正年間には香月村の一部であった。「続風土記」「続風土記付録」には馬場山村の枝郷として茶屋原村，山元（山本）村，原村があった。

### 地名の由来
馬場山村に因む。

### 沿革
- 1889年（明治22年）4月1日 - 町村制施行により、香月村、楠橋村、馬場山村、畑村の4村が合併し、香月村が発足。馬場山村は香月村大字馬場山となる。[5]
- 1931年（昭和6年）4月1日 - 香月村が町制施行し、香月町が発足。香月村大字馬場山は香月町大字馬場山となる[5]。
- 1955年（昭和30年）4月1日 - 香月町が八幡市の一部となり、香月町大字馬場山は八幡市大字馬場山となる[5]。
- 1963年（昭和38年）2月1日 - 八幡市、戸畑市、小倉市、若松市、門司市の5市が合併し、北九州市が発足。八幡市大字馬場山は北九州市八幡区大字馬場山となる。
- 1963年（昭和38年）4月1日 - 北九州市が政令指定都市に指定され、八幡区、戸畑区、小倉区、若松区、門司区の5区を設置。北九州市八幡区大字馬場山は北九州市八幡区大字馬場山となる。
- 1974年（昭和49年）4月1日 - 八幡区が八幡西区と八幡東区に分かれ、北九州市八幡西区大字馬場山となる[6]。
- 1986年（昭和61年）6月1日 - 大字馬場山の一部が下畑町，馬場山東一丁目 - 三丁目になる[7][8]。
- 1987年（昭和62年）6月1日 - 大字馬場山の一部が池田一丁目 - 三丁目，上香月四丁目，茶屋の原一丁目 - 四丁目，馬場山，馬場山西，馬場山原，馬場山緑になる[9][10]。
- 1988年（昭和63年）6月1日 - 大字馬場山の一部が楠橋上方一丁目，楠橋東一丁目になる[11][12]。
- 1989年（平成元年）6月1日 - 大字馬場山の一部が楠橋南三丁目，金剛一丁目- 二丁目になる[13][14]。

## 世帯数と人口
2025年（令和7年）3月31日現在（北九州市発表）の世帯数と人口は以下の通りである。
| 大字       | 世帯数 | 人口 |
| ---------- | ------ | ---- |
| 大字馬場山 | - 世帯 | - 人 |

### 人口の変遷
国勢調査による人口の推移。
| 1995年（平成7年）  | -人 | [ 15 ] |  |
| 2000年（平成12年） | -人 | [ 16 ] |  |
| 2005年（平成17年） | -人 | [ 17 ] |  |
| 2010年（平成22年） | -人 | [ 18 ] |  |
| 2015年（平成27年） | -人 | [ 19 ] |  |
| 2020年（令和2年）  | -人 | [ 20 ] |  |

### 世帯数の変遷
国勢調査による世帯数の推移。
| 1995年（平成7年）  | -世帯 | [ 15 ] |  |
| 2000年（平成12年） | -世帯 | [ 16 ] |  |
| 2005年（平成17年） | -世帯 | [ 17 ] |  |
| 2010年（平成22年） | -世帯 | [ 18 ] |  |
| 2015年（平成27年） | -世帯 | [ 19 ] |  |
| 2020年（令和2年）  | -世帯 | [ 20 ] |  |

## 学区
市立小・中学校に通う場合、学区は以下の通りとなる。
| 番地 | 小学校               | 中学校               |
| ---- | -------------------- | -------------------- |
| 全域 | 北九州市立池田小学校 | 北九州市立千代中学校 |